# Bundesstraße 484
Die Bundesstraße 484 (Abkürzung: B 484) ist eine deutsche Bundesstraße in Nordrhein-Westfalen östlich von Köln.

## Geschichte/Weiteres
Die Bundesstraße 484 wurde Anfang der 1960er Jahre eingerichtet, um das Netz der Bundesstraßen zu verbessern. Sie dient vielen als Abkürzung von der  A 4 zur A 3 von Overath nach Lohmar, um den Engpass Heumarer Dreieck um Köln zu vermeiden. Die B 484 wurde um 1980 als Umgehungsstraße von Wahlscheid in Richtung des Flusses Agger westlich an die Ortsgrenze verlegt. In den 1990er Jahren wurde ein Lärmschutzwall an der Umgehungsstraße von Wahlscheid gebaut. Zwischen der B 484 und der Agger befindet sich der Landschaftsgarten Aggerbogen mit der Naturschule Aggerbogen. In Lohmar war 2005 nach Fertigstellung des Autobahnanschlusses Lohmar Nord die B 484 teilweise als Einbahnstraße (Siegburg in Richtung Donrath) verkehrsberuhigt. Die Auffahrt auf die A 3 in Lohmar-Nord ist nur in Richtung Frankfurt am Main möglich.

## Rückstufung
Nach dem Bau der Autobahnanschlussstelle Lohmar Nord dient die A 3 als Umgehungsstraße für Lohmar und die B 484 wurde im Ortsbereich Lohmar in eine unklassifizierte Straße umgewandelt. Unterbrochen von der Autobahnpassage führt die B 484 seither von der Anschlussstelle zur B 56 bei Siegburg bis zur Anschlussstelle Lohmar (31) der A 3 und von der Anschlussstelle Lohmar-Nord (30b) der A 3 bis Overath. Der Abschnitt zwischen der B 56 und Siegburg wurde zur Landesstraße 16 umgewidmet. Dies betraf auch das kurze Siegburger Teilstück der B 484 zwischen der B 8 und der A 560, der Bonner Straße.